# 1923 у літературі

## Події
В Україні створено «Гарт» — союз українських пролетарських письменників. 

## Нагороди
- Нобелівську премію з літератури отримав ірландський поет і драматург Вільям Батлер Єйтс.

## Народились
- 23 травня — Едуарду Лоренсу, португальський письменник, літературознавець, есеїст, професор, літературний критик.
- 2 липня — Віслава Шимборська, польська поетеса, есеїстка.
- 13 липня — Ешлі Браян, американський письменник й ілюстратор дитячих книг.
- 20 листопада — Надін Гордімер, південноафриканська письменниця.

## Нові книжки
- Ярослав Гашек. Пригоди бравого вояка Швейка
- Павло Тичина. Прометей.